# Roberto Ruiz Aginaga
Roberto Ruiz Aginaga (Beasáin, 14 de febrero de 1968) es un cocinero español que trabaja como jefe de cocina en Hika, una bodega de txakoli en Amasa (Gipuzkoa). De 1992 a 2017 fue responsable del restaurante Frontón de Tolosa.
Comenzó su trayectoria culinaria en 1992 junto a Martín Berasategi. Desde 2004 es miembro de la Hermandad de Morcilla de Beasáin. Participa regularmente como ponente en numerosos congresos gastronómicos. Sus platos con Alubias gozan de gran popularidad y han recibido diversos reconocimientos. En su cocina destaca especialmente el uso de productos locales como las alubias de Tolosa, la morcilla de Beasáin o las guindillas de Ibarra.
No es sólo cocinero de alubia, sino también productor de ellas, ya que tiene su propio huerto en Tolosa. Por este motivo está incluida en el listado de empresas productoras de judías del País Vasco con Eusko Label. 
Ha escrito el libro Pul, pul, pul Tolosako Babarruna, que recoge las palabras de unas 40 personas relacionadas con la alubia de Tolosa (cocineros, expertos en gastronomía, médicos, productores de alubia, etc.).